# Bầu cử Hội đồng Bảo an Liên Hợp Quốc 2020
Bầu cử Hội đồng Bảo an Liên Hợp Quốc năm 2020 sẽ được tổ chức vào giữa năm 2020 trong phiên họp thứ 74 của Đại hội đồng Liên Hợp Quốc, được tổ chức tại Trụ sở Liên Hợp Quốc tại Thành phố New York. Cuộc bầu cử dành lấy năm ghế không thường trực trong Hội đồng Bảo an Liên Hợp Quốc cho các nhiệm kỳ hai năm bắt đầu vào ngày 1 tháng 1 năm 2021.
Theo các quy tắc luân chuyển của Hội đồng Bảo an, theo đó mười ghế không thường trực Hội đồng Bảo an được luân chuyển giữa các khối khu vực khác nhau mà các quốc gia thành viên LHQ thường tự phân chia cho mục đích bỏ phiếu và đại diện, năm ghế được phân bổ như sau:
- Một cho Châu Phi
- Một cho Châu Á - Thái Bình Dương[1]
- Một cho Mỹ Latinh và Caribe
- Hai cho Tây Âu và những quốc gia khác

Năm thành viên được bầu sẽ phục vụ trong nhiệm kỳ 2021-2022.
Theo thứ tự số phiếu nhận được, các quốc gia được bầu là Mexico, Ấn Độ, Na Uy và Ireland, với Kenya được bầu sau vòng bỏ phiếu thứ hai vào ngày hôm sau khi chống lại Djibouti trong cuộc bỏ phiếu. Năm thành viên này sẽ phục vụ trong Hội đồng Bảo an cho giai đoạn 2021-22.
Các cuộc bầu cử được tổ chức trong các điều kiện đặc biệt do đại dịch COVID-19, với các đại sứ chỉ được phép vào Hội trường Đại hội một lần để bỏ phiếu thay vì bỏ phiếu đồng thời thường diễn ra.

## Ứng viên

### Nhóm châu Á-Thái Bình Dương
- Ấn Độ[3]

#### Rút lui
- Afghanistan[4] — Rút lui vào năm 2013

### Nhóm châu Phi
- Kenya[5]
- Djibouti[6]

### Nhóm Tây Âu và các nhóm khác
- Canada[7]
- Ireland[8]
- Norway[9]

#### Rút lui
- San Marino[10] — Rút lui vào Tháng 3 năm 2016[11]

### Mỹ Latinh và Caribe
- México[12]

## Chiến dịch

### Nhóm châu Phi
Vị trí của nhóm châu Phi diễn ra tranh nhau giữa Kenya và Djibouti. Ghế ngồi là luân phiên giữa các tiểu vùng châu Phi khác nhau, với một ứng cử viên duy nhất được thỏa thuận từ một tiểu vùng đã chọn theo lượt xoay vòng, do đó hiếm khi diễn ra tranh cãi. Khu vực Đông Phi đại diện trong cuộc bầu cử này, mặc dù Ủy ban của Đại diện thường trực của Liên minh châu Phi đã ủng hộ Kenya cho chiếc ghế này với tỉ lệ 37-13, Djibouti đã phản ứng kết quả này, nhấn mạnh lý do rằng Kenya đã phục vụ hai lần cho Hội đồng An ninh và cáo buộc rằng họ đã bị bác bỏ một cách không công bằng chỉ vì cả hai quốc gia châu Phi khác đã có trong Hội đồng Bảo an thuộc cộng đồng Pháp ngữ.
Trong chiến dịch, cả hai nước đều nhấn mạnh đóng góp của họ cho các sứ mệnh gìn giữ hòa bình của Liên Hợp Quốc. Đóng góp của Kenya tập trung vào một cam kết 10 điểm được trình ra bởi Bộ trưởng Ngoại giao Monica Juma tại buổi ra mắt chiến dịch ở Addis Ababa năm 2019. Mười điểm là xây dựng cầu nối, giữ gìn hòa bình và hoạt động hỗ trợ, hòa bình và an ninh khu vực, chống khủng bố, nhiệm vụ phụ nữ hòa bình và an ninh, trao quyền thanh niên, hoạt động nhân đạo, công bằng, nhân quyền, dân chủ, môi trường và biến đổi khí hậu. Juma cam kết rằng Kenya sẽ sử dụng ghế của mình để thúc đẩy hợp tác giữa Hội đồng Bảo an Liên Hợp Quốc và Hội đồng Bảo an và Hòa bình của Liên minh châu Phi, lưu ý các quốc gia hùng mạnh trong Liên hợp quốc đã kiềm chế không cung cấp hỗ trợ cho Phái đoàn Nhiệm vụ Hòa bình của Liên minh châu Phi tới Somalia và điều này có thể tạo tiền lệ tương tự. Kenya cáo buộc Djibouti mang "bất lương và làm mất uy tín Liên minh châu Phi" bằng cách từ chối rời khỏi cuộc tranh cử, đồng thời mô tả quá trình đề cử của Djibouti là "bất hợp pháp". Thêm nữa, Kenya nhấn mạnh sự hỗ trợ của họ đối với chính phủ và người tị nạn Somalia và Nam Sudan như là ví dụ về trách nhiệm quốc tế của mình.
Kenya được xem là có nhiều thuận lợi bởi sự hỗ trợ từ Liên minh châu Phi, nhưng Djibouti đã nhận được sự ủng hộ từ Tổ chức Hợp tác Hồi giáo, Liên đoàn Ả Rập và Cộng đồng Pháp ngữ và vận động tranh cử mạnh mẽ đến cùng. Djibouti chỉ trích Kenya vì tranh chấp biên giới với Somalia, do đó không phù hợp để giải quyết tranh chấp và xử lý các vấn đề về an ninh quốc tế. Đất nước này cũng đóng vai trò chiến lược và là nơi đặt căn cứ quân sự cho các cường quốc phương Đông và phương Tây. Trong khi cả hai ứng cử viên tuyên bố có sự hỗ trợ của Trung Quốc, các chuyên gia châu Phi bao gồm Roba Sharamo của Viện nghiên cứu an ninh và nhà khoa học chính trị Martin Oloo cáo buộc rằng Trung Quốc chịu trách nhiệm khuyến khích thách thức từ Djibouti, trong khi Kenya là ứng cử viên ưa thích của các nước phương Tây.

### Nhóm Tây Âu và các nhóm khác
Cuộc tranh cử của nhóm Tây Âu và các nhóm khác giữa Ireland, Na Uy và Canada được dự đoán là một cuộc tranh cử quyết liệt. Năm 2018, Ireland đã mời các nhà ngoại giao của Liên Hợp Quốc đến buổi hòa nhạc của ban nhạc rock Ailen U2 trong khi Canada cũng làm như vậy cho buổi hòa nhạc Celine Dion. Năm 2019, Canada đã cố gắng thu hút sự ủng hộ cho chiến dịch của mình bằng cách phục vụ poutine cho các nhà ngoại giao của Liên Hợp Quốc, trong khi Na Uy trả lời bằng cách phân phối bánh quế, một loại thực phẩm phổ biến của Bắc Âu và Ireland đã tổ chức bữa tiệc Ngày Saint Patrick tại Liên Hợp Quốc.
Các nhà ngoại giao đã có cái nhìn ưu ái cho Na Uy cho một vị trí trong Hội đồng Bảo an, đưa ra cam kết lâu dài về cam kết ngoại giao và chủ nghĩa đa phương. Na Uy là nước đóng góp lớn nhất tính theo đầu người cho ngân sách của Liên Hợp Quốc trong số ba ứng cử viên và là nhà tài trợ viện trợ nước ngoài hào phóng nhất thế giới, quyên góp hơn 1% GDP cho phát triển quốc tế. Lịch sử tham gia ngoại giao của Na Uy trong các cuộc xung đột hòa giải ở Mỹ Latinh và Trung Đông cũng tăng cường sức mạnh ứng cử.
Ireland nhấn mạnh quan điểm độc đáo của mình là một quốc đảo nhỏ và cam kết mạnh mẽ, lâu dài đối với an ninh quốc tế và chủ nghĩa đa phương. Ireland có 630 sĩ quan được triển khai trong các nhiệm vụ gìn giữ hòa bình của Liên Hợp Quốc, trở thành một trong những người đóng góp lớn nhất tính theo đầu người của lực lượng gìn giữ hòa bình và họ sở hữu một hồ sơ đáng tin cậy về hỗ trợ cho các hoạt động gìn giữ hòa bình kể từ năm 1958. Ireland cũng được hưởng lợi từ sự hỗ trợ của 27 thành viên các quốc gia thuộc Liên minh châu Âu do không phải là thành viên EU duy nhất trong cuộc đua. Ireland được coi là có thiện cảm từ Đại hội đồng vì vị trí không thoải mái của họ trước các cuộc đàm phán Brexit, và vì đã dành một ít thời gian so với ba ứng cử viên với tư cách là thành viên Hội đồng Bảo an trong quá khứ.
Canada có thất bại trước đây để giành một ghế trong năm 2010, dẫn đến cuộc tranh luận chính trị trong nước gây tranh cãi về chiến dịch thất bại. Canada tăng cường nỗ lực cho tranh cử năm 2020, thuê 13 nhân viên toàn thời gian và chi 1,74 triệu đô la cho chiến dịch, vượt 2,8 triệu đô la chi phí chiến dịch của Na Uy. Thủ tướng Justin Trudeau và Bộ trưởng Ngoại giao François-Philippe Champagne đều đóng vai trò tích cực trong chiến dịch. Tuy nhiên, những trở ngại đối với tranh cử của Canada là việc họ đã trải qua thời gian dài nhất với tư cách là thành viên được bầu trong Hội đồng Bảo an 3 lần và hồ sơ bỏ phiếu nhất quán ủng hộ Israel.

## Kết quả
Dịch COVID-19 đưa ra những khó khăn mới cho quá trình bầu cử truyền thống. Các kế hoạch chiến dịch giữa các ứng cử viên trong những tháng trước cuộc bầu cử đã bị hủy bỏ và thay vào đó là "vận động hành lang qua điện thoại và Zoom", và các đại sứ đã gửi phiếu bầu của họ trong Hội trường Đại hội đồng Liên Hợp Quốc trong lịch được sắp xếp trước, họ phải đeo mặt nạ.
Bốn trong số năm ghế của Hội đồng Bảo an bỏ trống đã được lấp đầy trong vòng bỏ phiếu đầu tiên, trong khi nhóm châu Phi yêu cầu vòng bỏ phiếu thứ hai trước khi một quốc gia nhận được đa số 2/3 cần thiết.

### Các nhóm châu Phi và châu Á-Thái Bình Dương

#### Ngày 1
| Kết quả bầu cử các nhóm châu Phi và châu Á-Thái Bình Dương | Kết quả bầu cử các nhóm châu Phi và châu Á-Thái Bình Dương |
| ---------------------------------------------------------- | ---------------------------------------------------------- |
| Ứng viên                                                   | Vòng 1                                                     |
| Ấn Độ                                                      | 184                                                        |
| Kenya                                                      | 113                                                        |
| Djibouti                                                   | 78                                                         |
| Trắng                                                      | 0                                                          |
| Yêu cầu đa số                                              | 128                                                        |

Ấn Độ dễ dàng có ghế châu Á-Thái Bình Dương không bị kiểm soát với 184 phiếu, đảm bảo nhiệm kỳ thứ 8 với tư cách là thành viên không thường trực của Hội đồng Bảo an. Thủ tướng Narendra Modi đã ăn mừng kết quả trên Twitter, nhắc lại rằng "Ấn Độ sẽ làm việc với tất cả các nước thành viên để thúc đẩy hòa bình, an ninh, khả năng phục hồi và công bằng toàn cầu". Trong khi đó, Bộ Ngoại giao nhấn mạnh cam kết của Ấn Độ về cải cách Hội đồng Bảo an Liên Hợp Quốc, nơi được coi là "một tổ chức hoàn toàn không đồng bộ với những thay đổi thực tế toàn cầu", theo "Định hướng mới cho một hệ thống cải cách đa phương (NORMS)" theo cách tiếp cận của Bộ trưởng Ngoại giao Subrahmanyam Jaishankar."
Vòng bỏ phiếu đầu tiên cho ghế châu Phi dẫn đến không có ứng cử viên nào chiếm đa số 2/3, khiến vòng thứ hai được lên lịch cho ngày hôm sau. Trong thông điệp cuối cùng gửi đến các nhà ngoại giao vào ngày đầu tiên, Tổng thống Kenya Uhuru Kenyatta đã khẳng định rằng đất nước của ông sẽ thúc đẩy "chương trình nghị sự của người châu Phi về hòa bình, đoàn kết và đa phương hóa nếu được bầu.

#### Ngày 2
| Kết quả bầu cử các nhóm châu Phi và châu Á-Thái Bình Dương | Kết quả bầu cử các nhóm châu Phi và châu Á-Thái Bình Dương |
| ---------------------------------------------------------- | ---------------------------------------------------------- |
| Ứng viên                                                   | Vòng 1                                                     |
| Kenya                                                      | 129                                                        |
| Djibouti                                                   | 62                                                         |
| Trắng                                                      | 0                                                          |
| Yêu cầu đa số                                              | 128                                                        |

Trong vòng bỏ phiếu thứ hai cho Nhóm châu Phi, Kenya đã vượt quá 2/3 đa số chỉ bằng một phiếu bầu duy nhất, kiếm được một ghế tại Hội đồng Bảo an và gia nhập tiếp theo sau Tunisia và Nigeria với tư cách là thành viên châu Phi thứ ba vào năm 2021. Tổng thống Kenyatta gọi chiến thắng là "màn trình diễn hồ sơ và ảnh hưởng ngày càng tăng của đất nước trong cộng đồng các quốc gia như một đối tác phát triển kiên định và đáng tin cậy" và cảm ơn Djibouti vì đã trở thành "đối thủ đáng giá". Ông cũng tái khẳng định cam kết của Kenya đối với chương trình nghị sự 10 điểm được nêu trong chiến dịch và hứa sẽ "nỗ lực củng cố và nói lên vị thế của Châu Phi trong Hội đồng Bảo an". Bộ trưởng Ngoại giao Djiboutian Mahamoud Ali Youssouf chúc mừng Kenya trên Twitter và chúc họ thành công trong nhiệm kỳ.

### Mỹ Latinh và nhóm Caribe
| Kết quả bầu cử nhóm Mỹ Latinh và Caribe | Kết quả bầu cử nhóm Mỹ Latinh và Caribe |
| --------------------------------------- | --------------------------------------- |
| Ứng viên                                | Vòng 1                                  |
| México                                  | 187                                     |
| Trắng                                   | 5                                       |
| Yêu cầu đa số                           | 125                                     |

Mexico đã giành chiến thắng trong nhóm nước Mỹ Latinh và Caribe với đa số phiếu bầu áp đảo. Đây sẽ là lần đầu tiên Mexico có ghế trong Hội đồng Bảo an kể từ năm 2009-2010, và nhiệm kỳ thứ năm của họ. Tổng thống Andrés Manuel López Obrador hứa sẽ sử dụng ghế để thúc đẩy hợp tác hòa bình và bảo vệ nguyên tắc tự quyết thay vì hợp tác quân sự và áp đặt bởi các cường quốc.
Ngoại trưởng Marcelo Ebrard đã ăn mừng kết quả trên Twitter, tuyên bố đây là "sự công nhận tuyệt vời cho đất nước chúng ta trên toàn thế giới".

### Nhóm Tây Âu và các nhóm khác
| Kết quả bầu cử nhóm Tây Âu và các nhóm khác | Kết quả bầu cử nhóm Tây Âu và các nhóm khác |
| ------------------------------------------- | ------------------------------------------- |
| Ứng viên                                    | Vòng                                        |
| Na Uy                                       | 130                                         |
| Ireland                                     | 128                                         |
| Canada                                      | 108                                         |
| Trắng                                       | 1                                           |
| Yêu cầu đa số                               | 128                                         |

Na Uy và Ireland hầu như không vượt qua được 2/3 đa số cần thiết để được bầu trong vòng bỏ phiếu đầu tiên, trong khi Canada giảm 20 phiếu ngắn.
Thủ tướng Na Uy Erna Solberg và Bộ trưởng Ngoại giao Ine Marie Eriksen Søreide đã ăn mừng kết quả này, Solberg đảm bảo rằng Na Uy sẽ cố gắng duy trì mối quan hệ tốt với Trung Quốc, Nga và Hoa Kỳ, và Søreide khẳng định họ "có thể thuyết phục [họ] một cái gì đó tại Liên Hợp Quốc." Lãnh đạo phe đối lập Jonas Gahr Støre cảm ơn chính phủ đã tiếp quản chiến dịch thành công bắt đầu dưới thời kỳ chính phủ của Đảng Lao động, và bày tỏ hy vọng rằng Hội đồng Bảo an sẽ chú ý hơn đến phòng ngừa xung đột thay vì chỉ đơn giản là phản ứng xung đột.
Cuộc bầu cử của Ireland đảm bảo Liên minh châu Âu sẽ duy trì ba ghế trong Hội đồng Bảo an. Taoiseach Leo Varadkar nói rằng đất nước của ông sẽ sử dụng ghế "để thúc đẩy các nguyên nhân chúng ta đã bảo vệ, hòa bình và an ninh, giải quyết xung đột, hòa giải, hành động vì khí hậu, phát triển bền vững và bình đẳng giới."
Tại Canada, Thủ tướng Justin Trudeau bày tỏ sự lạc quan rằng chiến dịch không thành công của họ đã "mở ra cánh cửa hợp tác mới để giải quyết các thách thức toàn cầu, và tạo ra các quan hệ đối tác mới làm tăng vị thế của Canada trên thế giới." Trong khi đó, lãnh đạo phe đối lập Andrew Scheer chỉ trích chiến dịch này là "một thất bại đối ngoại khác đối với Justin Trudeau", cáo buộc ông "[bán] các nguyên tắc của Canada cho một dự án phù phiếm cá nhân".